# 小行星列表/172601-172700
| 名稱         | 臨時編號   | 發現日期       | 發現地點     | 發現者                         |
| ------------ | ---------- | -------------- | ------------ | ------------------------------ |
| 小行星172601 | 2003 WG43  | 2003年11月18日 | 帕洛马山     | 近地小行星追踪                 |
| 小行星172602 | 2003 WA49  | 2003年11月19日 | 基特峰       | 太空监视                       |
| 小行星172603 | 2003 WX54  | 2003年11月20日 | 索科罗       | 林肯近地小行星研究小组         |
| 小行星172604 | 2003 WB66  | 2003年11月19日 | 索科罗       | 林肯近地小行星研究小组         |
| 小行星172605 | 2003 WM73  | 2003年11月20日 | 索科罗       | 林肯近地小行星研究小组         |
| 小行星172606 | 2003 WB81  | 2003年11月20日 | 索科罗       | 林肯近地小行星研究小组         |
| 小行星172607 | 2003 WS83  | 2003年11月21日 | 索科罗       | 林肯近地小行星研究小组         |
| 小行星172608 | 2003 WA86  | 2003年11月20日 | 索科罗       | 林肯近地小行星研究小组         |
| 小行星172609 | 2003 WA87  | 2003年11月21日 | 索科罗       | 林肯近地小行星研究小组         |
| 小行星172610 | 2003 WN95  | 2003年11月19日 | 可可尼诺县   | 洛厄尔天文台近地小行星搜寻计划 |
| 小行星172611 | 2003 WD99  | 2003年11月20日 | 索科罗       | 林肯近地小行星研究小组         |
| 小行星172612 | 2003 WN99  | 2003年11月20日 | 帕洛马山     | 近地小行星追踪                 |
| 小行星172613 | 2003 WE101 | 2003年11月21日 | 索科罗       | 林肯近地小行星研究小组         |
| 小行星172614 | 2003 WY119 | 2003年11月20日 | 索科罗       | 林肯近地小行星研究小组         |
| 小行星172615 | 2003 WB132 | 2003年11月19日 | 基特峰       | 太空监视                       |
| 小行星172616 | 2003 WX137 | 2003年11月21日 | 索科罗       | 林肯近地小行星研究小组         |
| 小行星172617 | 2003 WG139 | 2003年11月21日 | 索科罗       | 林肯近地小行星研究小组         |
| 小行星172618 | 2003 WH139 | 2003年11月21日 | 索科罗       | 林肯近地小行星研究小组         |
| 小行星172619 | 2003 WO139 | 2003年11月21日 | 索科罗       | 林肯近地小行星研究小组         |
| 小行星172620 | 2003 WD140 | 2003年11月21日 | 索科罗       | 林肯近地小行星研究小组         |
| 小行星172621 | 2003 WO141 | 2003年11月21日 | 索科罗       | 林肯近地小行星研究小组         |
| 小行星172622 | 2003 WY144 | 2003年11月21日 | 索科罗       | 林肯近地小行星研究小组         |
| 小行星172623 | 2003 WW158 | 2003年11月29日 | 基特峰       | 太空监视                       |
| 小行星172624 | 2003 WR159 | 2003年11月29日 | 卡特林那     | 卡特林那巡天系统               |
| 小行星172625 | 2003 WF174 | 2003年11月19日 | 基特峰       | 太空监视                       |
| 小行星172626 | 2003 XY4   | 2003年12月1日  | 卡特林那     | 卡特林那巡天系统               |
| 小行星172627 | 2003 XP10  | 2003年12月9日  | 圣贝纳迪诺县 | J. W. Young                    |
| 小行星172628 | 2003 XD16  | 2003年12月14日 | 帕洛马山     | 近地小行星追踪                 |
| 小行星172629 | 2003 XD17  | 2003年12月14日 | 帕洛马山     | 近地小行星追踪                 |
| 小行星172630 | 2003 XJ17  | 2003年12月15日 | 基特峰       | 太空监视                       |
| 小行星172631 | 2003 XX20  | 2003年12月14日 | 基特峰       | 太空监视                       |
| 小行星172632 | 2003 XV29  | 2003年12月1日  | 基特峰       | 太空监视                       |
| 小行星172633 | 2003 YU7   | 2003年12月20日 | Nashville    | R. Clingan                     |
| 小行星172634 | 2003 YY13  | 2003年12月17日 | 卡特林那     | 卡特林那巡天系统               |
| 小行星172635 | 2003 YV14  | 2003年12月17日 | 索科罗       | 林肯近地小行星研究小组         |
| 小行星172636 | 2003 YZ14  | 2003年12月17日 | 索科罗       | 林肯近地小行星研究小组         |
| 小行星172637 | 2003 YK21  | 2003年12月17日 | 基特峰       | 太空监视                       |
| 小行星172638 | 2003 YM21  | 2003年12月17日 | 基特峰       | 太空监视                       |
| 小行星172639 | 2003 YP37  | 2003年12月18日 | 基特峰       | 太空监视                       |
| 小行星172640 | 2003 YY44  | 2003年12月20日 | 索科罗       | 林肯近地小行星研究小组         |
| 小行星172641 | 2003 YJ46  | 2003年12月17日 | 索科罗       | 林肯近地小行星研究小组         |
| 小行星172642 | 2003 YA47  | 2003年12月17日 | 基特峰       | 太空监视                       |
| 小行星172643 | 2003 YY47  | 2003年12月18日 | 索科罗       | 林肯近地小行星研究小组         |
| 小行星172644 | 2003 YA48  | 2003年12月18日 | 索科罗       | 林肯近地小行星研究小组         |
| 小行星172645 | 2003 YU52  | 2003年12月19日 | 索科罗       | 林肯近地小行星研究小组         |
| 小行星172646 | 2003 YK54  | 2003年12月19日 | 索科罗       | 林肯近地小行星研究小组         |
| 小行星172647 | 2003 YC56  | 2003年12月19日 | 索科罗       | 林肯近地小行星研究小组         |
| 小行星172648 | 2003 YM56  | 2003年12月19日 | 索科罗       | 林肯近地小行星研究小组         |
| 小行星172649 | 2003 YO58  | 2003年12月19日 | 索科罗       | 林肯近地小行星研究小组         |
| 小行星172650 | 2003 YV66  | 2003年12月20日 | 海勒卡拉     | 近地小行星追踪                 |
| 小行星172651 | 2003 YM71  | 2003年12月18日 | 索科罗       | 林肯近地小行星研究小组         |
| 小行星172652 | 2003 YE77  | 2003年12月18日 | 索科罗       | 林肯近地小行星研究小组         |
| 小行星172653 | 2003 YO77  | 2003年12月18日 | 索科罗       | 林肯近地小行星研究小组         |
| 小行星172654 | 2003 YL80  | 2003年12月18日 | 索科罗       | 林肯近地小行星研究小组         |
| 小行星172655 | 2003 YX80  | 2003年12月18日 | 索科罗       | 林肯近地小行星研究小组         |
| 小行星172656 | 2003 YD82  | 2003年12月18日 | 索科罗       | 林肯近地小行星研究小组         |
| 小行星172657 | 2003 YH82  | 2003年12月18日 | 索科罗       | 林肯近地小行星研究小组         |
| 小行星172658 | 2003 YV83  | 2003年12月19日 | 索科罗       | 林肯近地小行星研究小组         |
| 小行星172659 | 2003 YW92  | 2003年12月21日 | 索科罗       | 林肯近地小行星研究小组         |
| 小行星172660 | 2003 YE94  | 2003年12月21日 | 基特峰       | 太空监视                       |
| 小行星172661 | 2003 YE96  | 2003年12月19日 | 索科罗       | 林肯近地小行星研究小组         |
| 小行星172662 | 2003 YX97  | 2003年12月19日 | 索科罗       | 林肯近地小行星研究小组         |
| 小行星172663 | 2003 YP101 | 2003年12月19日 | 索科罗       | 林肯近地小行星研究小组         |
| 小行星172664 | 2003 YA103 | 2003年12月19日 | 索科罗       | 林肯近地小行星研究小组         |
| 小行星172665 | 2003 YE103 | 2003年12月19日 | 索科罗       | 林肯近地小行星研究小组         |
| 小行星172666 | 2003 YB113 | 2003年12月23日 | 索科罗       | 林肯近地小行星研究小组         |
| 小行星172667 | 2003 YY113 | 2003年12月24日 | 索科罗       | 林肯近地小行星研究小组         |
| 小行星172668 | 2003 YT115 | 2003年12月27日 | 索科罗       | 林肯近地小行星研究小组         |
| 小行星172669 | 2003 YR118 | 2003年12月27日 | 基特峰       | 太空监视                       |
| 小行星172670 | 2003 YD119 | 2003年12月27日 | 索科罗       | 林肯近地小行星研究小组         |
| 小行星172671 | 2003 YS119 | 2003年12月27日 | 索科罗       | 林肯近地小行星研究小组         |
| 小行星172672 | 2003 YV125 | 2003年12月27日 | 索科罗       | 林肯近地小行星研究小组         |
| 小行星172673 | 2003 YH126 | 2003年12月27日 | 索科罗       | 林肯近地小行星研究小组         |
| 小行星172674 | 2003 YW130 | 2003年12月28日 | 索科罗       | 林肯近地小行星研究小组         |
| 小行星172675 | 2003 YM134 | 2003年12月28日 | 索科罗       | 林肯近地小行星研究小组         |
| 小行星172676 | 2003 YD136 | 2003年12月30日 | Sandlot      | G. Hug                         |
| 小行星172677 | 2003 YA137 | 2003年12月27日 | 索科罗       | 林肯近地小行星研究小组         |
| 小行星172678 | 2003 YM137 | 2003年12月27日 | 索科罗       | 林肯近地小行星研究小组         |
| 小行星172679 | 2003 YW137 | 2003年12月27日 | 基特峰       | 太空监视                       |
| 小行星172680 | 2003 YK138 | 2003年12月27日 | 索科罗       | 林肯近地小行星研究小组         |
| 小行星172681 | 2003 YR146 | 2003年12月28日 | 索科罗       | 林肯近地小行星研究小组         |
| 小行星172682 | 2003 YD147 | 2003年12月29日 | 索科罗       | 林肯近地小行星研究小组         |
| 小行星172683 | 2003 YX148 | 2003年12月29日 | 索科罗       | 林肯近地小行星研究小组         |
| 小行星172684 | 2003 YQ149 | 2003年12月29日 | 索科罗       | 林肯近地小行星研究小组         |
| 小行星172685 | 2003 YG155 | 2003年12月30日 | 索科罗       | 林肯近地小行星研究小组         |
| 小行星172686 | 2003 YR155 | 2003年12月26日 | 海勒卡拉     | 近地小行星追踪                 |
| 小行星172687 | 2003 YQ162 | 2003年12月17日 | 索科罗       | 林肯近地小行星研究小组         |
| 小行星172688 | 2003 YY163 | 2003年12月17日 | 基特峰       | 太空监视                       |
| 小行星172689 | 2003 YQ169 | 2003年12月18日 | 索科罗       | 林肯近地小行星研究小组         |
| 小行星172690 | 2003 YC175 | 2003年12月19日 | 基特峰       | 太空监视                       |
| 小行星172691 | 2003 YG175 | 2003年12月19日 | 基特峰       | 太空监视                       |
| 小行星172692 | 2004 AR5   | 2004年1月13日  | 可可尼诺县   | 洛厄尔天文台近地小行星搜寻计划 |
| 小行星172693 | 2004 AV5   | 2004年1月13日  | 帕洛马山     | 近地小行星追踪                 |
| 小行星172694 | 2004 AZ7   | 2004年1月13日  | 可可尼诺县   | 洛厄尔天文台近地小行星搜寻计划 |
| 小行星172695 | 2004 BO5   | 2004年1月16日  | 基特峰       | 太空监视                       |
| 小行星172696 | 2004 BE7   | 2004年1月16日  | 基特峰       | 太空监视                       |
| 小行星172697 | 2004 BT11  | 2004年1月16日  | 帕洛马山     | 近地小行星追踪                 |
| 小行星172698 | 2004 BO15  | 2004年1月16日  | 基特峰       | 太空监视                       |
| 小行星172699 | 2004 BR23  | 2004年1月18日  | 帕洛马山     | 近地小行星追踪                 |
| 小行星172700 | 2004 BJ24  | 2004年1月19日  | 可可尼诺县   | 洛厄尔天文台近地小行星搜寻计划 |